# Willy Gardi
Fernando "Willy" Gardi (n. Ramos Mejía, Provincia de Buenos Aires, 5 de octubre de 1951 - Ibidem, 11 de agosto de 1995) fue un cantante, compositor y guitarrista de rock argentino; pionero del hard rock, rock sinfónico y del heavy metal en Latinoamérica, junto a su banda El Reloj, a comienzos de los años 70's. Esta banda de heavy metal y rock fue creada en el año 1971, con marcadas influencias del grupo inglés Deep Purple. Fue el principal compositor de la banda y su cara más visible. Con esta agrupación, editó un total de cuatro trabajos de estudio.
Gardi falleció a los cuarenta y tres años, el 11 de agosto de 1995, en un accidente automovilístico en una ruta, tras reunir nuevamente a El Reloj con la edición del LP, titulado Santos y Verdugos, que fue editado en el año 1994.
Entre los temas de su último disco destaca el tema “Balada del potrero”, genial composición de una simpleza y belleza magistral propia de los grandes compositores. 
En su edición de septiembre de 2012, la versión argentina de la revista Rolling Stone, posicionó a Gardi, en el puesto número 41, de Los cien mejores guitarristas del rock argentino.

### Documental: Alguien más en quien confiar
Matías Lojo y Gabriel Patrono, recorren la historia de la mítica banda de rock pesado El Reloj.
Hace más de 40 años, desde el oeste de Buenos Aires, surgió la primera banda de rock pesado del país. Sin difusión ni apoyo de ningún tipo crearon una mística y lograron llenar clubes, teatros y estadios, y en el momento menos esperado, en la cumbre de su carrera, se separaron.
Esta es la historia de El Reloj y su música. De las innumerables circunstancias y problemas que se interpusieron en sus diferentes retornos, y como salieron adelante en cada ocasión inspirando a varias generaciones de músicos.
Alguien más en quien confiar es una producción de Fomento Producciones y La Nave de los Sueños, con la colaboración de La Pesada del DOC y Escribiendo Cine.
En relación al film, el director Matías Lojo cuenta: “empecé a investigar, a charlar con los músicos. El primer intento de hacer una serie quedo en la nada, pero las ganas quedaron, y la investigación también. El tiempo pasó y se dio la posibilidad de hacerla por nuestra cuenta, los fines de semana, con ayuda de amigos y equipos prestados”.
El documental comenzó a grabarse en 2015. “Al poco tiempo Gabriel Patrono de La Nave de los Sueños, con quien compartimos incontables charlas de cine y rock, se sumó al equipo y la película terminó de cerrar”, cuenta el director.
“Quien haya visto a El  Reloj sonando en vivo sabe que no es una banda más. Con mi grupo de amigos los conocimos hace 20 años y empezamos a seguirlos a todos lados. Siempre sonaban bien, algo atípico para las bandas que estábamos acostumbrados a ver. De a poco nos fuimos enterando que ya tenían más años de trayectoria que nosotros de vida, y que habían influenciado a quienes después parieron el metal pesado argentino.”

## Discografía
Sencillos
- El Mandato/Vuelve El Día a Reinar (simple) (1973)
- Alguien Más En Quien Confiar/Blues Del Atardecer (simple) (1974)

Álbumes de estudio
- El Reloj (1975)
- Al borde del abismo (1976)
- La esencia es la misma (1983)
- Santos y verdugos (1994)